# Pompano Beach
Pompano Beach é uma cidade localizada no estado dos Estados Unidos, na Flórida, no condado de Broward. Foi fundada em 1907 e incorporada em 1947.
Nesta cidade há a maior concentração de brasileiros no estado da Flórida, tamanha densidade permite o uso do idioma da língua portuguesa com relativa facilidade. A comunidade latina em Pompano Beach chega a ser quase 43% do total da população da cidade. O salário médio de um morador de Pompano Beach é de US$ 36 073 por ano.
Está localizada a mais ou menos uma hora e trinta minutos de distância da cidade de Miami.

## Geografia
De acordo com o United States Census Bureau, a cidade tem uma área de 65,8 km², onde 62,2 km² estão cobertos por terra e 3,6 km² por água.

### Localidades na vizinhança
O diagrama seguinte representa as localidades em um raio de 8 km ao redor de Pompano Beach.

## Demografia
Segundo o censo nacional de 2010, a sua população é de 99 845 habitantes e sua densidade populacional é de 1 606,27 hab/km². Possui 55 885 residências, que resulta em uma densidade de 899 residências/km².